# Diapterobates bogduulensis
Diapterobates bogduulensis är en kvalsterart som beskrevs av Bayartogtokh och Aoki 1998. Diapterobates bogduulensis ingår i släktet Diapterobates och familjen Humerobatidae. Inga underarter finns listade i Catalogue of Life.